# شاپرک دم‌قهوه‌ای
شاپرک دم‌قهوه‌ای یا شاپرک دم‌خرمایی یا شاپرک دم‌حنایی (Euproctis chrysorrhoea) شاپرکی است از خانواده شاپرکان کپه‌ای. این شاپرک در اروپا و ایالت مین و دماغه کاد در آمریکای شمالی زندگی می‌کند.

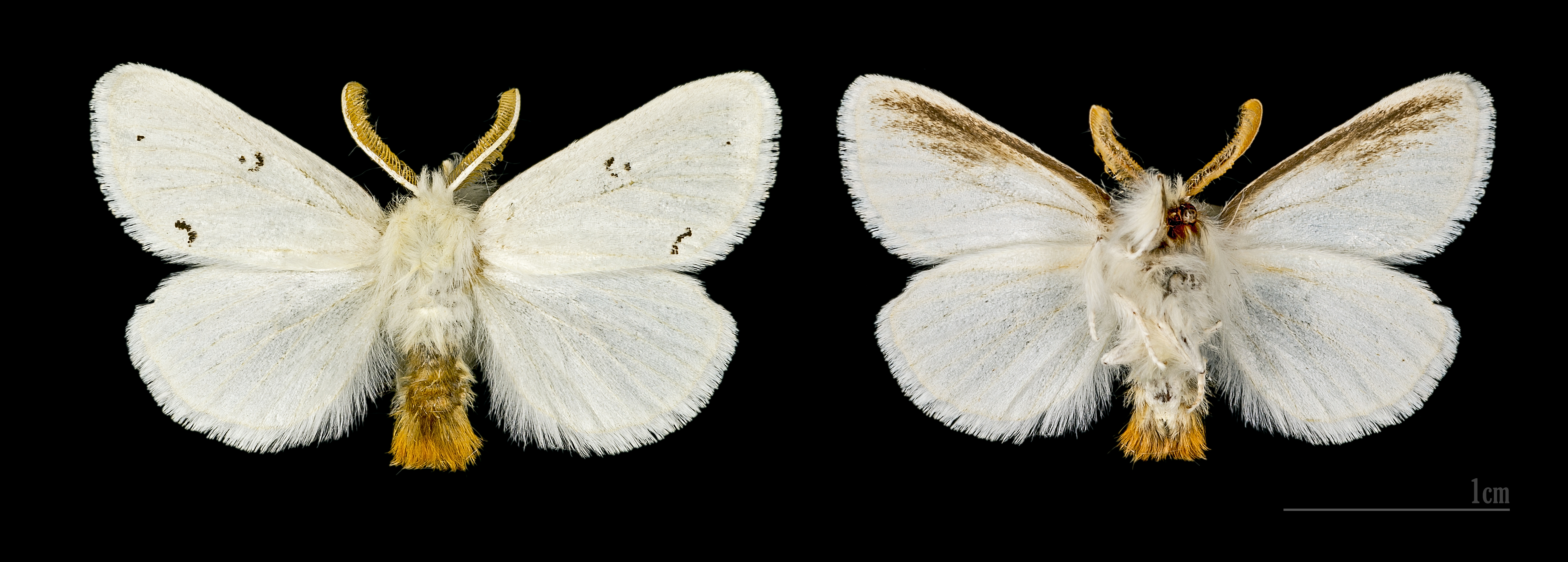
روی و پشت نر

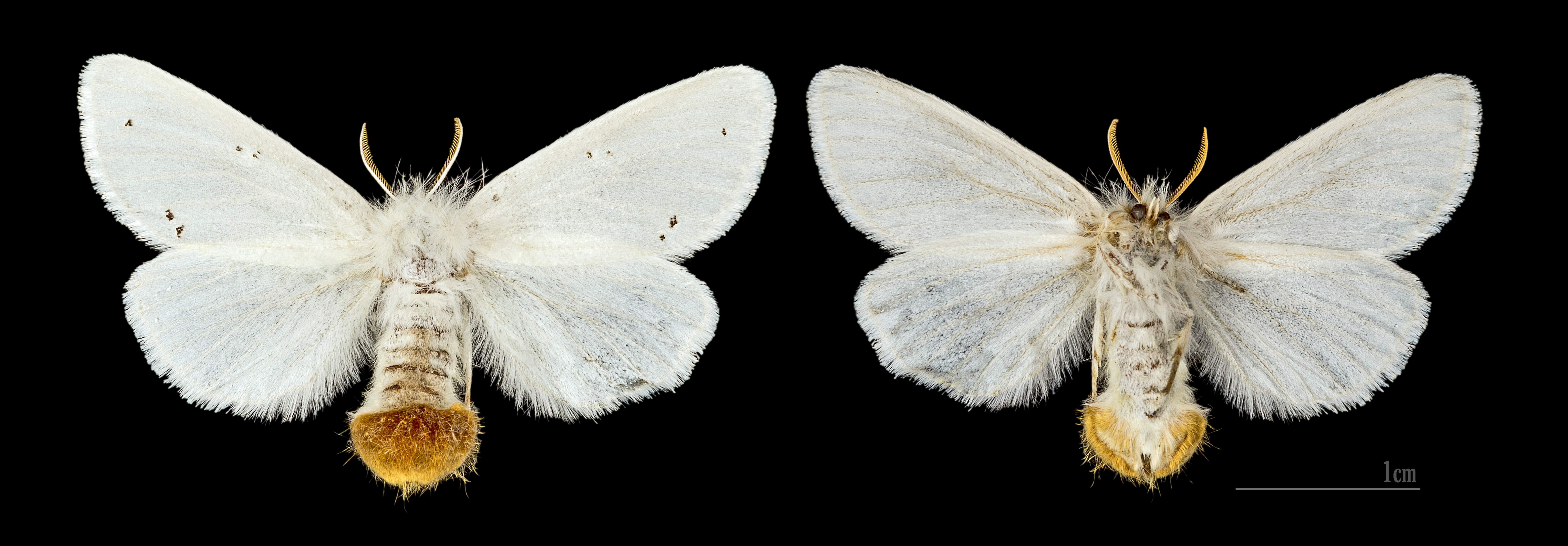
روی و پشت ماده

## گیاهان ثبت‌شده به عنوان غذا برای شاپرک دم‌قهوه‌ای
- اقاقیا
- افرا
- باباآدم
- توس (درخت)
- گردوی آمریکائی
- شاه‌بلوط
- به ژاپنی (سرده)
- زالزالک
- به
- راش (درخت)
- توت‌فرنگی
- زبان‌گنجشک
- پنبه (گیاه)
- کام (درختچه)
- سیب
- سپیدار
- پرونوس
- گلابی
- بلوط
- انگورفرنگی
- رز
- تمشک (سرده)
- بید مجنون
- سام‌بیکاس
- نمدار
- شبدر
- نارون
- انگور